# Teocentrisme
El teocentrisme és un corrent de pensament que suposa que Déu és el centre de l'univers i ho regeix tot, fins i tot les activitats humanes. És una filosofia d'èpoques de molta religiositat, com l'edat mitjana. Usualment dona més importància a la ultratomba que a la vida terrenal. En finalitzar l'Edat Mitjana i començar el Renaixement, el teocentrisme va cedir el pas a l'antropocentrisme.
El teocentrisme abasta tot el que existeix, fins i tot la raó científica, ja que tot ho explica per la voluntat divina i mística. Va ser un concepte central en el pensament de principis de l'era cristiana i l'Edat Mitjana, imposat pels reis catòlics, fins al període del Renaixement, al segle xv, quan es va començar a concebre a Déu com un factor però no com a causa única del món.